# Augustin Dumay
Augustin Dumay (Parigi, 17 gennaio 1949) è un violinista francese.
Entrò al conservatorio all'età di 10 anni per rimanervi due anni prima di prendere lezioni con Arthur Grumiaux a Bruxelles. A 14 anni ha partecipato al festival di Montreux dove attirò presto l'attenzione di Henryk Szeryng e Joseph Szigeti.
Il riconoscimento internazionale arrivò poi nel 1979 quando Herbert von Karajan invitò Dumay a suonare come solista a un concerto di gala a Parigi con il violoncellista Yo-Yo Ma. Subito dopo Augustin fu invitato a suonare il Concerto n. 2 di Béla Bartók con i Berliner Philharmoniker diretti da Sir Colin Davis, che ricevette plausi internazionali.
La sua carriera internazionale è da allora stata in costante ascesa.
Appare regolarmente con i Berliner Philharmoniker, la Filarmonica Giapponese, London Symphony Orchestra, Royal Concertgebouw Orchestra, Los Angeles Philharmonic, Orchestre symphonique de Montréal, Suisse Romande, Orchestre National de France, English Chamber Orchestra, Mahler Chamber Orchestra e molte altre.
Augustin è stato condotto da celebri direttori d'orchestra come Sir Colin Davis, Seiji Ozawa, Charles Dutoit, Kurt Sanderling, Wolfgang Sawallisch, Stanislaw Skrowaczewski, Emmanuel Krivine, Marc Minkowski e Kurt Masur.
Per il Teatro La Fenice di Venezia nel 1983 tiene un recital con Michel Dalberto, nel 1985 esegue il Concerto per violino e orchestra n. 5 (Mozart) e nel 1987 il Concerto per violino e orchestra op. 64 (Mendelssohn) nella Chiesa degli Eremitani.
Al Grand Théâtre di Ginevra nel 1986 tiene un recital con Dalberto.
Nel 2010 tiene un concerto al Southbank Centre di Londra con il pianista Louis Lortie ed il quartetto d'archi Quatuor Ebene.
Le sue registrazioni sono realizzate con Deutsche Grammophon e EMI.
Suona su un violino di Antonio Stradivari.

## Discografia parziale
- Beethoven, Complete Violin Sonatas - Augustin Dumay/Maria João Pires, 2002 Deutsche Grammophon
- Brahms, Piano Trio Nos. 1 & 2 - Augustin Dumay/Jian Wang/Maria João Pires, 1996 Deutsche Grammophon
- Brahms, The Sonatas for Violin and Piano - Augustin Dumay/Maria João Pires, 1992 Deutsche Grammophon
- Franck & Debussy: Violin Sonatas - Augustin Dumay/Maria João Pires, 1995 Deutsche Grammophon
- Grieg, Violin Sonatas Nos. 1 - 3 - Augustin Dumay/Maria João Pires, 1993 Deutsche Grammophon
- Mozart: Violin Sonatas K. 301, 304, 378 & 379 - Augustin Dumay/Maria João Pires, 1991 Deutsche Grammophon
- Mozart, Sinfonia Concertante K. 364 & Violin Concerto No. 2 - Augustin Dumay/Camerata Academica Salzburg/Veronika Hagen, 2000 Deutsche Grammophon
- Mozart, Piano Trios K. 496 & 502 - Augustin Dumay/Jian Wang/Maria João Pires, 1997 Deutsche Grammophon
- Mozart, Violin Concertos Nos. 3-5 - Augustin Dumay/Camerata Academica Salzburg, 1998 Deutsche Grammophon
- Saint-Saëns, Violin Concerto No 3 - Augustin Dumay/Orchestre Philharmonique de Monte Carlo, 2004 EMI
- Schubert, Complete Works for Piano Trio - Augustin Dumay/Frederic Lodeon/Jean-Philippe Collard, 2000 EMI